# Kriegerdenkmal Söhesten
Das Kriegerdenkmal Söhesten ist ein denkmalgeschütztes Kriegerdenkmal in der Ortschaft Söhesten im Ortsteil Muschwitz der Stadt Lützen in Sachsen-Anhalt. Im örtlichen Denkmalverzeichnis ist die Gedenkstätte unter der Erfassungsnummer 094 87001 als Baudenkmal verzeichnet.
Bei dem Kriegerdenkmal in Söhesten handelt es sich um eine Gedenkstätte für die Gefallenen des Ersten Weltkriegs. Die Gedenkstätte besteht aus einem Feldstein mit einer Gedenktafel, in einer kleinen Grünanlage, in der Nähe der Bushaltestelle an der Kreuzung Eichstraße – Mühlbergstraße. Die Inschrift auf der Gedenktafel lautet Zum Andenken an unsere im Weltkriege gefallenen Helden Gewidmet von den Einwohnern Söhestens und den Namen der Gefallenen.

## Quelle
- Kriegerdenkmal Söhesten, abgerufen am 13. September 2017.